# 65697 Paulandrew
65697 Paulandrew este un asteroid din centura principală de asteroizi.

## Descriere
65697 Paulandrew este un asteroid din centura principală de asteroizi. A fost descoperit pe 6 octombrie 1991 la Observatorul Palomar de Andrew Lowe. Asteroidul prezintă o orbită caracterizată de o semiaxă mare de 2,64 ua, o excentricitate de 0,14 și o înclinație de 2,7° în raport cu ecliptica.